# 化學工廠

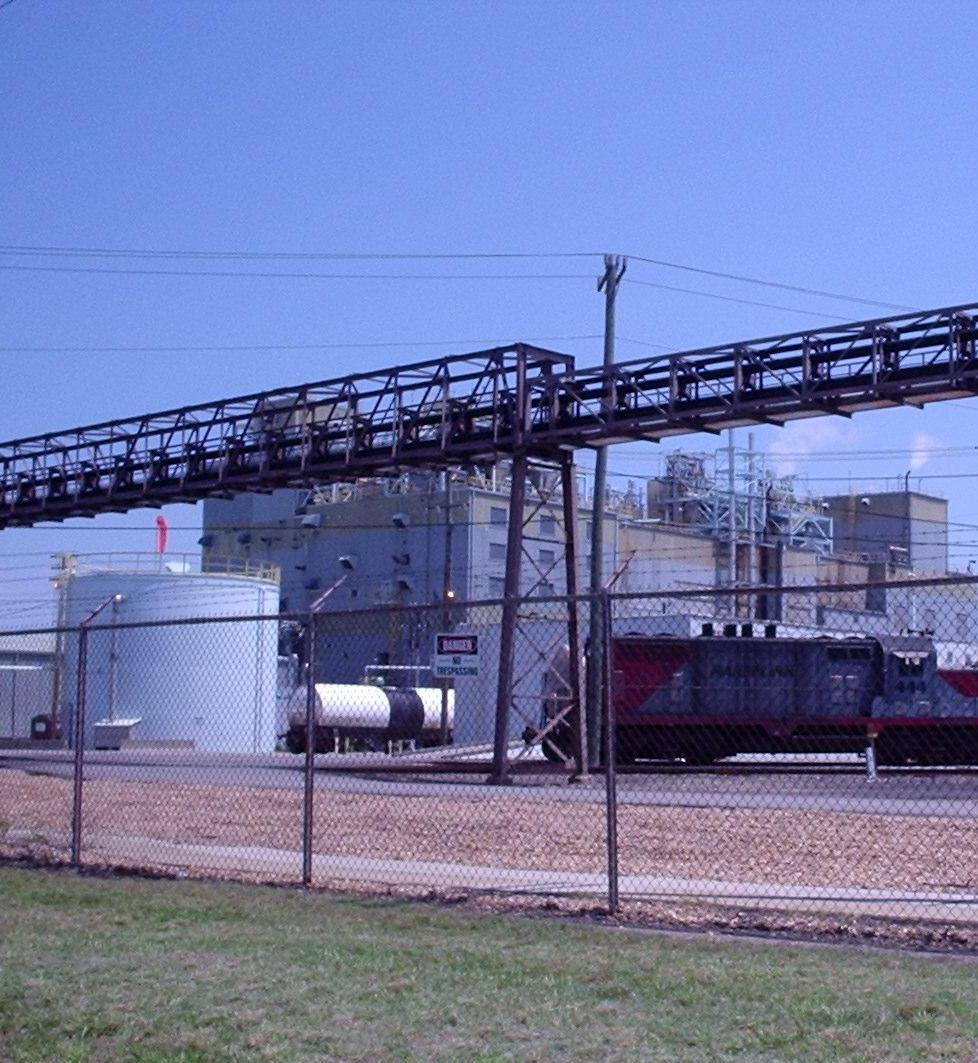
位於美國維吉尼亞州西諾福克地區的巴斯夫化學朴次茅斯廠，該廠設有一條由美國聯邦鐵路所管理的運輸鐵路。

化學工廠（英文：Chemical plant），亦稱化工廠，為進行化學品製造、加工及處理的工廠。化工廠常利用化學反應、生物轉化、分離程序等方式，改變原物料的性質，使其產生質變或是相變，進而生產出具有高價值的製品及商品，另外，化工廠在製造過程中會使用專門的設備（如鍋爐、蒸餾塔、反應槽等）、裝置以及技術，而且生產程序的規模通常較為巨大。
化工廠的種類多樣，包含食品加工、日常必需品、工業材料、航天材料、生物化學、廢水處理、飲用水處理、天然氣處理、石化工業、石油精煉、油漆、氯鹼及其他精練等。